# Georges Mérillon
Pour les articles homonymes, voir Mérillon.
Georges Mérillon, né en 1957 à Talence, est un photojournaliste français.

## Biographie
Après des études ennuyeuses, il se jette dans la photographie et part pour son premier reportage à Calcutta en 1979 et 1980. Ce travail de deux mois sera publié dans le magazine Géo.
En 1981, il fonde avec d’autres indépendants un collectif de photographes : Collectif Presse, une alternative « sociale » aux grandes agences basées à cette époque à Paris. Dans ses choix, il fait la part belle aux sujets politiques et au monde du travail. Collectif Presse fait le plein d’énergie et devient un vivier pour les grandes agences.
Georges Mérillon rejoint Gamma en 1987 et couvre l’actualité internationale et réalise des reportages sur les sujets de société, des portraits et des commandes magazine. Son travail est publié en France et à l’étranger : Libération, l’Express, Time, Newsweek, Paris Match, Stern, Independent on Sunday, Life lui font une large place,.
Il est plusieurs fois récompensé par des prix internationaux dont, en 1991, le prestigieux World Press Photo of the Year pour un reportage au Kosovo ; le prix récompense un cliché baptisé, plus tard, La Pietà du Kosovo. Il est désigné par ses pairs  « Photographe européen de l’année » à l’European Fuji Award de 1993. Une photo issue d'un reportage en Algérie est à nouveau sélectionnée par le concours World Press Photo en 1995.
Ses images sont souvent exposées et notamment à la Galerie Canon à Amsterdam pour une rétrospective, au Festival Visa pour l’image de Perpignan, à la galerie du Château d’Eau à Toulouse, au Palais des Nations à Genève, à l’Hôtel de Ville de Paris. En 2001 il devient rédacteur en chef de l’agence Gamma. Il suspend alors les grands reportages et commence un travail photographique plus intimiste. De 2004 à 2005 il est directeur de la rédaction et responsable du fonds photographique de l’agence Gamma. En avril 2005, il décide de se consacrer à la prise de vue et reprend pleinement son activité de photographe.